# Енвайронментологія
Енвайронментологія (англ. environment — довкілля) — наука про довкілля і людину та їхній взаємний вплив одне на одного. В ширшому трактуванні під енвайронментологією розуміють науковий напрямок, що вивчає весь комплекс проблем використання, охорони та відтворення умов довкілля.
Сьогодні проблеми охорони довкілля вивчаються енвайронментологією (або «енвіронікою» за М. Ф. Реймерсом, 1992). Вона виступає складовою частиною інтегрального екологічного циклу наук і має яскравий прикладний характер, а традиційна екологія виступає фундаментальною основою для середовищеохоронного знання.

## Методологія
Методологічними засадами виступають:
- наукова теорія природокористування;
- вчення про охорону природи;
- сучасна концепція сталого розвитку суспільства.

Екологія, як наука про охорону природи, відштовхується від вивчення біосферних процесів і розглядає усі аспекти охорони окремих компонентів природи з точки зору природоцентризму. Енвайронментологія як наука про охорону навколишнього для людини середовища спирається на принципи антропоцентризму, відштовхується від потреб людини і лише тоді враховує екологічні обмеження.
Стокгольмська конференція 1972 року поклала початок розвитку енвайронментології як комплексної наукової дисипліни про навколишнє для людини середовище, в поле зору якої попадають, в першу чергу, питання охорони довкілля та підтримки якості довкілля. Своєю чергою енвайронменталізм розглядається як теорія управління середовищем життя і соціально-екологічним розвитком, яка виходить з уявлень про людину як невіддільну складову частину біосфери. Тим вона відрізняється від традиційного екоконсерваціонізму розумінням необхідності контрольованого перетворення природи в інтересах людства. Для того, щоб зберегти довкілля для майбутніх поколінь жителів планети, слід впроваджувати досягнення енвайронменталістики — конструктивного технічного розділу цієї науки про шляхи і методи впровадження середовищезберігаючих та екологічно «чистих» технологій в механізм охорони довкілля. Його слід розглядати як безпосередній інструмент енвайронменталізму.

## Історія
У XIX столітті виник більш осучаснений варіант течії «назад до природи» — енвайронменталізм. Природоохоронні уявлення Ж. Ж. Руссо та його послідовників були творчо опрацьовані вже в ХХ сторіччі К. Стоуном та А. Леопольдом («екоцентрична етика»), П. Бергом та Р. Дасманном («біорегіоналізм»), Л. Брауном, Н. Тінбергеном («екологічна революція» та «екологічний розвиток»), П. Ньюманом та О. Ріорданом («концепція сталого розвитку»). Енвайронменталізм поступово почав враховувати реалії сучасного життя і від гасла «назад до природи» поступово перейшов до руху спрямованого на перехід до екологічного господарювання. У вітчизняній науці поняття «екологія» поступово поширилось на вивчення усієї широкої сукупності проблем взаємодії суспільства і природи та їх екологічних наслідків пов'язаних з антропогенним впливом на довкілля. Дослівно поняття «екологія» означає — наука про довкілля, а більш конкретно про взаємодію між організмами та навколишнім середовищем. Представники західної наукової школи, перш за все американської, розмежовують традиційні екологічні дослідження в межах загальної біоекології та сучасні, що поширюються на весь спектр вивчення впливу суспільства на довкілля. Перші традиційно вважають екологічними, а другі — енвайронментальними. В 90-х роках ХХ сторіччя цей підхід почав знаходити прихильників і у вітчизняній науці, що вивчає проблеми впливу людини на довкілля та зворотний вплив антропогенно перетвореного середовища на суспільство.
Енвайронментологія як науковий напрямок з'явилась завдяки застосуванню ідей географічного детермінізму на початку XX сторіччя. Спочатку розвивалась в працях представників біології та географії, соціології та антропології. Після Другої Світової війни із загостренням глобальної екологічної кризи з'явилась потреба в розробці практичних заходів по її подоланню та створенні комплексної системи захисту довкілля. Саме це дало поштовх до об'єднання всіх енвайронментальних ідей, положень і теоретичних розробок в єдину теорію. Серйозним стимулом для цього стала також організована ООН в 1972 році Стокгольмська конференція з питань довкілля та створення за її рішенням Наукового комітету з проблем довкілля (СКОПЄ) та Програми захисту довкілля ООН (англ. United Nations Environment Programme).
Узагальнення основних енвайронментальних ідей відбулось під час проведення в 1992 році міжнародної конференції в Ріо-де-Жанейро (Бразилія), на якій була прийнята програма дії для всіх держав планети — Порядок денний на XXI століття. В ній передбачається поступовий перехід людства на рейки сталого розвитку суспільства з урахуванням інтересів майбутніх поколінь в екологічно чистому і здоровому довкіллі. На міждержавному рівні розпочався процес формування нової системи цінностей, що має ґрунтуватись на екологічному імперативі. Кінець ХХ ст. ознаменований усвідомленням взаємної відповідальності держав за стан довкілля.